# الجارة (البيضاء)

تعديل مصدري - تعديل

الجارة هي إحدى قرى عزلة ال هصيص بمديرية البيضاء التابعة لمحافظة البيضاء، بلغ تعداد سكانها 222 نسمة حسب تعداد اليمن لعام 2004.